# Starykoń (herb szlachecki)
Starykoń (Antiquus Caballus, Antiquus Equus, Konie, Stary Koń, Szafraniec , Zaprzaniec) – polski herb szlachecki, wzmiankowany w jednych z najstarszych zachowanych do dziś herbarzach europejskich. Herb był przeważnie używany przez rodziny rozrzucone po ziemi krakowskiej (ok. 40 rodzin), dodatkowo Tadeusz Gajl wymienia listę ogólną zawierającą 127 rodzin pieczętujących danym herbem.

## Opis herbu

### Opis historyczny
Najstarszy znany opis herbu został sporządzony przez Jana Długosza (1415–1480), który blazonuje herb i wspomina herbownych w następujący sposób:

Antiquus Equus album equum in medio stola nigra precinctum in campo rubeo defert. Genus Polonicum et at violenciam rapinasque procliuum.

Po przetłumaczeniu z łaciny na polski:

Stary koń, konia białego pośrodku z czarną szatą na czerwonym polu nosi. Ród polski, skłonny do przemocy i grabieży.

Inny historyk, Kasper Niesiecki (1682–1744), podając się na dzieła historyczne Marcina Bielskiego, Szymona Okolskiego i Bartosza Paprockiego opisuje herb:

Koń powinien być biały z złotymi kopytami, w polu czerwonem, w pół przepasany czarnym popręgiem szerokim, ogon do góry zadarty, noga przednia lewa, a tylna prawa, trochę od ziemi podniesione, " właśnie jak bywa w biegu: na hełmie topór końcem niższym jakby utopiony w koronie (...).

### Opis współczesny
Opis skonstruowany współcześnie brzmi następująco:
Na tarczy w polu czerwonym koń srebrny kroczący, z kopytami złotymi i popręgiem czarnym.
W klejnocie nad hełmem w koronie topór srebrny o stylisku złotym, wbity w hełm w prawo.
Labry herbowe czerwone, podbite srebrem.

## Geneza

### Etymologia nazwy
Pochodzenie nazwy herbu ma dwie możliwości. Pierwsza wywodzi się od przezwiska Stary Koń, jednakże nie jest to potwierdzone w źródłach historycznych. Drugą od apelatywnej grupy imiennej stary koń z łacińskimi odpowiednikami: antiquus equus, antiquus caballus, antiquus cabellus (ap. stary i koń, gdzie z łac. antiquus – stary i equus, caballus, cabellus – koń). Nazwa Starykoń mogła wówczas powstać na zasadzie automatycznego skojarzenia myślowego z wyobrażeniem białego konia, występującego jako godło herbowe, na dowód czego może służyć historyczny opis, wspominany w sekcji Opis herbu, sporządzony przez Jana Długosza.

### Najwcześniejsze występowanie

#### Pieczęcie
Najstarszą zachowaną pieczęcią z wizerunkiem herbu Starykoń jest pieczęć pochodząca z 1316 roku, którą w tymże roku odcisnął Imbram z Tosznowic, ziemianin śląski. Następnie kolejno; pieczęcie Jana z Modlnicy i Jana Szafrańca z Piaskowej Skały z 1402 roku, Jana z Łuczyc z 1409 roku, Piotra Szafrańca z Łuczyc z 1413 roku, Piotra z Piaskowej Skały i Jana, biskupa kujawskiego z 1430 roku, Klemensa z Nawojowej z 1450 roku, a także pieczęć Piotra z Piaskowej Skały, podkomorzego krakowskiego z 1453 roku.

#### Zapiski
Najstarsza wzmianka pisana pochodzi z 1320 roku i została sporządzona przez Grzegorza z Wronińca (miejscowość ta od XVIII w. figuruje pod nazwą Wroniec) w ramach udowodnienia przez niego pochodzenia szlacheckiego. Przy dokumencie świadkowało po dwóch krewnych ze strony ojca i matki Grzegorza. Szlachectwo zostało potwierdzone jego potomkom w 1413 roku przez kancelarie króla Władysława Jagiełły.
Kolejną wzmianką jest przywilej króla Kazimierza Wielkiego z 1366 roku, w którym rycerze herbu Starykoń i rycerze herbu Topór jako „pochodzący od wspólnego dziada” otrzymują potwierdzenie „wyłączności sądzenia własnych kmieci za przestępstwa pospolite” (kradzież, pobicie itp.).
W 1404 oraz w 1420 roku herb został pisemnie wspomniany z zawołaniem Konie. Z tym, że zapiska z 1420 roku opisuje sytuacje, w której Piotr Szafraniec powiedział Janowi z Łuczanowic następujące słowa: „Chebda Andrzej de Rostyn jest lepszy gdyż herb Konie zapisany jest w kronice zaś herb Jana z Łuczanowic nie jest”. Możliwe, że w zapis nawiązywał do zaginionej części kroniki Jana z Czarnkowa.

#### Dzieła heraldyczne
Pierwszym znanym polskim herbarzem zawierającym zapiskę o herbie są wspominane już w artykule Insignia seu clenodia Regis et Regni Poloniae sporządzone przez Jana Długosza, dzieło datowane jest na lata 1464–1480.
Starykoń znalazł swoje miejsce również w licznych średniowiecznych dziełach europejskich, takich jak Herbarz Złotego Runa, Codex Bergshammar oraz Arma Regni Poloniae.

#### Pozostałe
Herb znalazł się na najstarszym berle Uniwersytetu Jagiellońskiego oraz na fragmencie witrażu z 1420 roku w katedrze wawelskiej.

### Najstarsze rody
Najstarsze znane nam familie pieczętujące się herbem Starykoń są powiązane z najwcześniejszymi wzmiankami dotyczącymi tego herbu, albowiem do takich rodzin należą Wroniccy, z których wywodzi się wspomniany wcześniej Grzegorz z Wronińca.
Należy również wymienić Piotra o przydomku Bochnar, będącego dzierżawcą żup Bocheńskich, który występuje w 1340 roku razem z synem Mikołajem jako dzierżawcy wszystkich żup krakowskich. Obaj są przodkami domu Wielopolskich.
W 1377 roku znajdujemy również Piotra Szafrańca z Łuczyc, będącego przodkiem domu Szafrańców.

### Legenda herbowa
Bartosz Paprocki przytacza legendę, wedle której herb Starykoń miał przybrać rycerz z rodu Toporczyków po tym, jak zaparli się go bracia. O wspólnym pochodzeniu Starychkoni i Toporczyków miał świadczyć identyczny klejnot obu herbów.

Ten tedy którego się byli dwa zaprzeli z żalu przeciwko braci ze go znać i przyjąć za brata nic chcieli nie chciał też z nimi wiecznie przyjaźni ani herbu jednego używać mówiąc Gdyżeście wy mnie bracią być nie chcieli nie bądźcież ani potomstwo wasze mojemu nigdy Zatem dawszy o sobie świadectwo i znaki się pewnemi wywiódłszy że był własny brat ich prosił króla albo natenczas monarchy aby mu różny od nich herb dał Któremu król rzekł Jaki sobie wymyślisz ja potwierdzę On jako rycerz i mąż znaczny prosił o konia którego dla tego nazwał Starym Koniem że też oni topór herb swój nazwali Starzą wszakoż dla pamięci że z tej familii wyszedł zostawił w hełmie topór Prawa i wolności wszystkie od przodków otrzymane z nimi trzymał albo ich używał (…)

## Herbowni
Lista herbownych w artykule sporządzona została na podstawie wiarygodnych źródeł, zwłaszcza klasycznych i współczesnych herbarzy. Należy jednak zwrócić uwagę na częste zjawisko przypisywania rodom szlacheckim niewłaściwych herbów, szczególnie nasilone w czasie legitymacji szlachectwa przed zaborczymi heroldiami, co zostało następnie utrwalone w wydawanych kolejno herbarzach. Identyczność nazwiska nie musi oznaczać przynależności do danego rodu herbowego. Przynależność taką mogą bezspornie ustalić wyłącznie badania genealogiczne.
Pełna lista herbownych nie jest dziś możliwa do odtworzenia, także ze względu na zniszczenie i zaginięcie wielu akt i dokumentów w czasie II wojny światowej (m.in. w czasie powstania warszawskiego w 1944 spłonęło ponad 90% zasobu Archiwum Głównego w Warszawie, gdzie przechowywana była większość dokumentów staropolskich). Lista nazwisk znajdująca się w artykule pochodzi z Herbarza polskiego, Tadeusza Gajla (127 nazwiska). Występowanie na liście nazwiska nie musi oznaczać, że konkretna rodzina pieczętowała się herbem Starykoń. Często te same nazwiska są własnością wielu rodzin reprezentujących wszystkie stany dawnej Rzeczypospolitej, tj. chłopów, mieszczan, szlachtę. Jest to dotychczas najpełniejsza lista herbownych, uzupełniana ciągle przez autora przy kolejnych wydaniach Herbarza. Tadeusz Gajl wymienia następujące nazwiska uprawnionych do używania herbu Starykoń:

Bagłaj, Bahłaj, Balicki, Baniewicz, Barwaldski, Bliziński, Bochnar, Bogdziewicz, Bogumił, Bogumiłowski, Bohdziewicz, Botwinko, Brzeszko, Brzeszkowski, Butrymowicz, Butwiłowski, Bystronowski, Bystrzanowski, Bystrzonowski.
Cebulka, Chebda, Chełmski, Chorzemicz, Chorzeński, Cybulka, Czajęcki, Czartorejski, Czartoryski, Czebulka.
Donatkowski.
Gliwicz, Goremiecki, Goryniecki, Gorzycki, Gorzyczański, Gradecki, Grodecki, Gromnicki.
Hebda, Hinek, Hynek.
Kasprzycki, Kąkolewski, Kempski, Kępski, Kladorubi, Kliczkowski, Knot, Knoth, Konkolewski, Kwaśniewski, Kwaśniowski, Kwaśnoborski.
Lednicki.
Machnicki, Maj, Majewski, Masecki, May, Mezwecki, Miedzwiecki, Miedzwiedzki, Miedźwiecki, Miedźwiedzki, Miezwiecki, Mieźwiecki, Młodziejewski, Młodziejowski, Modlnicki, Myszkowski.
Nahojewski, Nahojowski, Nałęcz-Majewski, Namowicz, Nanayko, Naswojewski, Nawlicki, Nawojewski, Nawojowski, Nenajko, Nosal, Nosala, Nowiński.
Opęchowski.
Pietruski, Piotruski, Poborowski, Polanowski, Połujański.
Regi, Regis.
Siciński, Siemieszowski, Siemiuszewski, Siemuszewski, Siemuszoski, Staniewski, Staszewski, Strachota, Sulimierski, Sulimirski, Synowiec, Szafraniec, Szafrankiewicz, Szafrański, Szarbski.
Tiachowski, Trojanowski, Turebski, Turecki.
Węnatowski, Wielogłowski, Wielopolski, Włostowski, Wnętowski, Wołczek, Worms, Wronicki, Wroniecki, Wroniński.
Zaprzaniec, Zawadzki, Zbicki, Zibulka, Ziemiecki, Ziemięcki.
Żarski.

Herbem Starykoń posługuje się miasto Sucha Beskidzka
Wątek herbu wykorzystał Tomasz Jurasz w powieści Stary koń, czyli wędrówki ku tajemniczym historiom (1977).